# Aplocera bellinchenensis
Aplocera bellinchenensis är en fjärilsart som beskrevs av Szent-ivany 1942. Aplocera bellinchenensis ingår i släktet Aplocera och familjen mätare. Inga underarter finns listade i Catalogue of Life.